# Виноградівська сільська рада (Кропивницький район)
| Виноградівська сільська рада — колишній орган місцевого самоврядування у Компаніївському районі Кіровоградської області з адміністративним центром у с. Виноградівка. Сільській раді були підпорядковані населені пункти: - с. Виноградівка - с. Ромашки - с. Травневе |

## Склад ради
Рада складалася з 16 депутатів та голови.

### Керівний склад ради
| ПІБ                           | Основні відомості                                                                           | Дата обрання | Дата звільнення |
| ----------------------------- | ------------------------------------------------------------------------------------------- | ------------ | --------------- |
| Харковець Наталія Анатоліївна | Сільський голова, 1959 року народження, освіта, Всеукраїнське об'єднання 'Батьківщина'      | 26.03.2006   | 31.10.2010      |
| Харковець Наталія Анатоліївна | Сільський голова, 1959 року народження, освіта вища, Всеукраїнське об'єднання 'Батьківщина' | 31.10.2010   |                 |

Примітка: таблиця складена за даними джерела

## Населення
Згідно з переписом УРСР 1989 року чисельність наявного населення сільської ради становила 611 осіб, з яких 294 чоловіки та 317 жінок.
За переписом населення України 2001 року в сільській раді мешкало 600 осіб.

### Мова
Розподіл населення за рідною мовою за даними перепису 2001 року:
| Мова       | Відсоток |
| ---------- | -------- |
| українська | 92,19 %  |
| молдовська | 3,99 %   |
| російська  | 1,99 %   |
| угорська   | 1,83 %   |